# ブライビー島

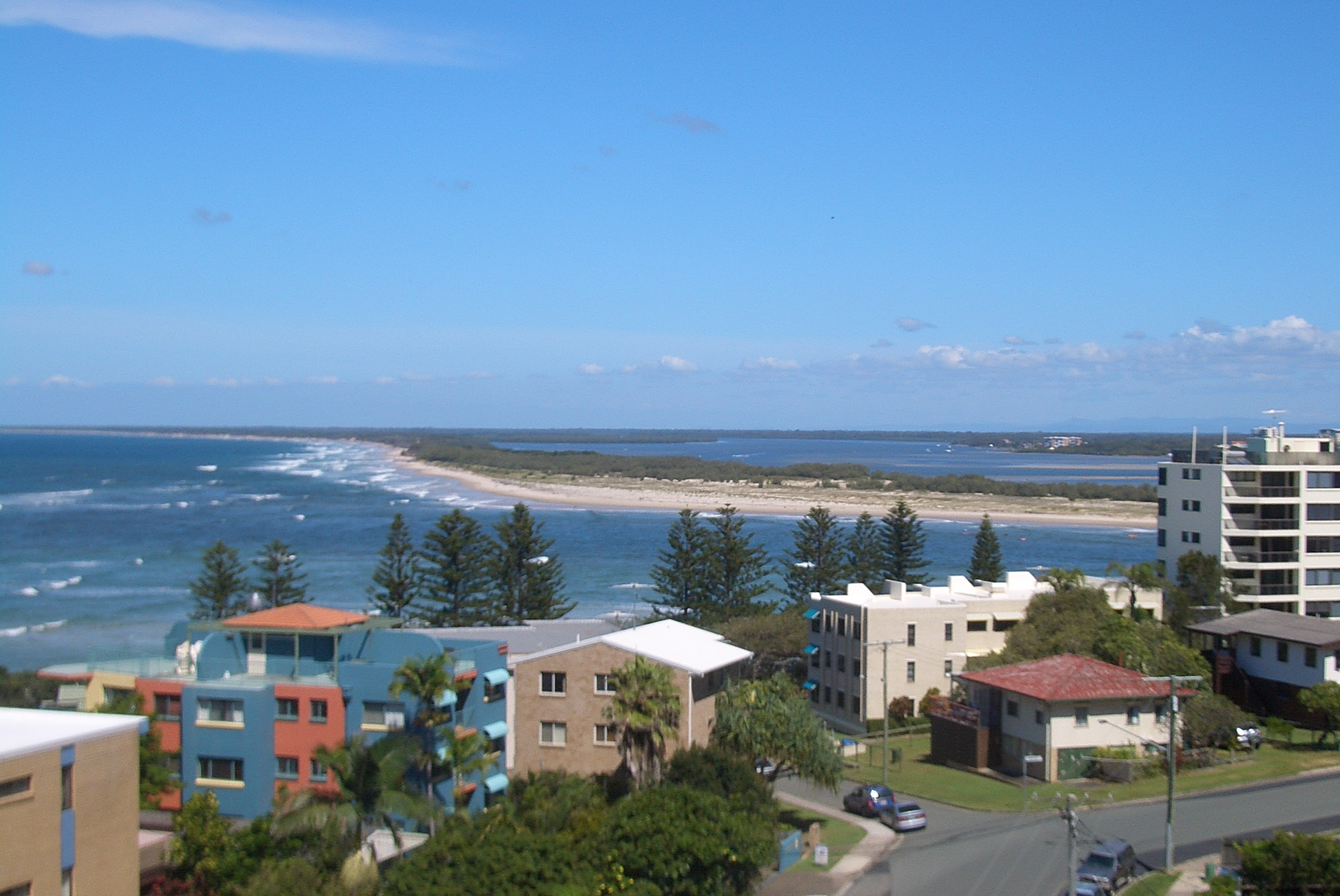
ブライビー島の一部（カラウンドラより）

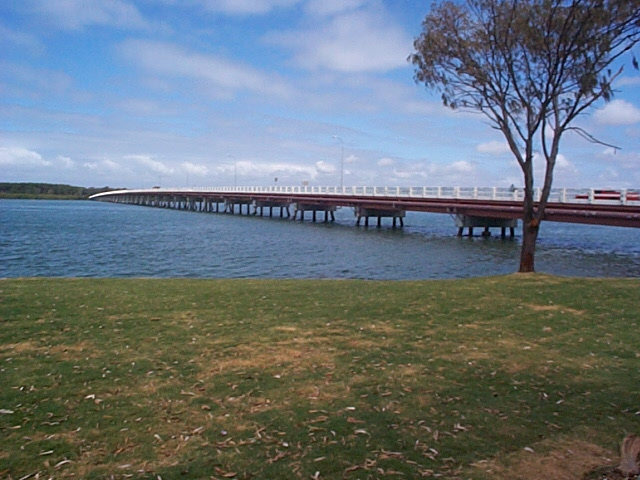
ブライビー島への橋

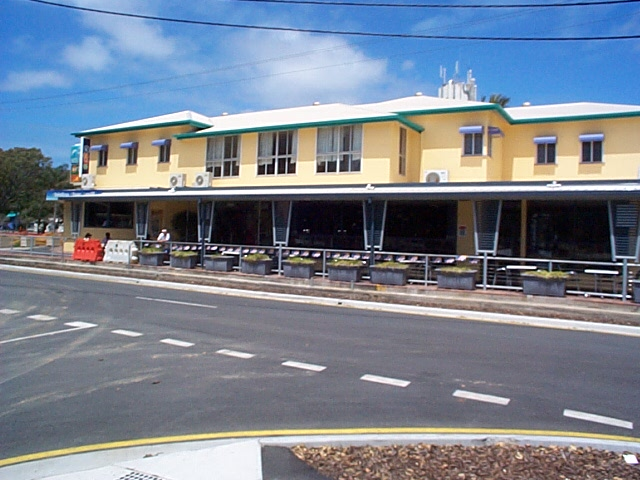
ブルー・パシフィック・ホテル（ウーリム）

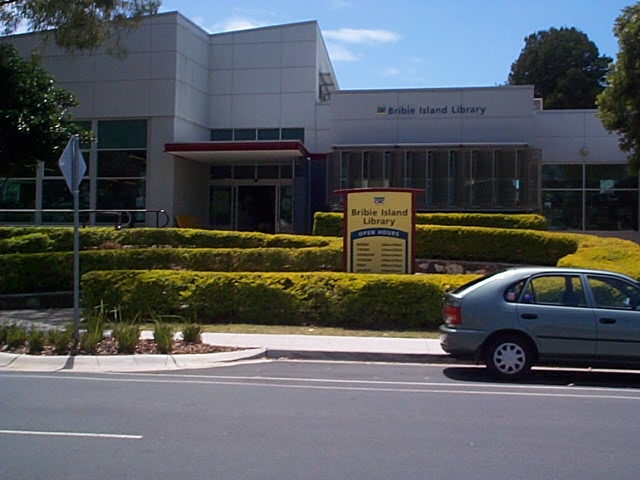
ブライビーアイランド図書館

ブライビー島（Bribie Island、ブライビーアイランド）は、クイーンズランド州、モートン湾北部に位置する砂島。

## 概要
パミストーン海峡（Pumicestone Passage）により本土と隔たり、クイーンズランド州本土と橋（1963年建設）で連絡している唯一の島である。一部に居住区があるが、島のほとんどの地域は自然でブライビー・アイランド国立公園(Bribie Island National Park)に制定され、カンガルー、ワラビー、エミュー、蛇類、カエル、ディンゴなどの野生動物が生息している。
人口は15,915名（2006年8月国勢調査）であり、この地域における一週間あたりの平均家計収入は609ドルと、全国の平均家計収入である1,027ドルよりも低い。
カブルチャー との間に、トランスリンクのバスが運行されている。

## 地区
- Bellara：ショッピングセンター、ホテル（Bribie Island Hotel）
- Woorim：ホテル（Blue Pacific Hotel）
- Bongaree：南端、学校（Bribie Island State School）
- Banksia Beach：北端、学校（Banksia Beach State School）
- Welsby